# 전자 피부
전자 피부(電子皮膚, electronic skin)는 인간의 피부나 짐승의 가죽의 기능을 흉내낼 수 있는, 유연하고 펼칠 수 있으며 자가 치유가 가능한 인공 피부이다. 주 재료에는 온도와 압력의 변화와 같은 환경 요인에 반응하는 인간의 피부를 재현하도록 고안된 감지 기능이 포함되는 경우가 있다.
전자 피부 연구가 진전되면서 펼 수 있고 튼튼하며 유연한 물질을 설계하는 일에 초점을 두게 되었다. 플레서블 공학과 촉강모의 개별 분야에 대한 연구가 상당히 진척되었으나 전자 피부 디자인은 개별 분야의 개개의 장점을 희생시키지 않고 수많은 분야의 물질 연구의 진척을 함께하는 것을 시도한다. 센서의 유연하고 펼 수 있는 기계적 속성과 스스로 치유할 수 있는 능력을 성공적으로 결합시키면 소프트 로보틱스, 인공 기관, 인공 지능, 건강 모니터링을 포함한 수많은 잠재적 부문으로의 문을 열 수 있게 된다.
근래의 일렉트로닉 분야의 진보로 말미암아 녹색재료의 이상과 환경 인식을 설계 프로세스에 도입하는데 초점을 두고 있다. 전자 피부를 개발할 때 마주치는 수많은 문제들 가운데 하나로는 기계적 압력을 견뎌내면서 감지 능력이나 전기적 속성을 유지하는 능력을 갖추는 것으로서, 재활용과 자가 치유 능력은 특히 새로운 전자 피부의 설계에 결정적이다.

## 같이 보기
- 인공 세포